# Жерар, Франсуа
Франсуа́ Паска́ль Симо́н Жера́р, барон (фр. François Pascal Simon Gérard, Baron Gérard; 4 мая 1770 года, Рим, Папская область — 11 января 1837 года, Париж, Королевство Франция) — выдающийся живописец французского романтизма периода Директории. Один из лучших учеников Жака Луи Давида, он стал одним из главных портретистов эпохи Первой Империи и Реставрации Бурбонов. Придворный художник Наполеона Бонапарта, затем первый художник королей Людовика XVIII и Карла X, Жерар пользовался большой известностью не только во Франции, но и в Европе. Его называли «художником королей и королём художников». Его салон, один из самых известных своего времени в Париже, принимал выдающихся людей.

## Биография
Франсуа Жерар родился в 1770 году в Риме. Сын Жана Симона Жерара, интенданта кардинала Франсуа-Иоахима де Пьера де Берни, и итальянки Клерии Маттеи, он провёл первые десять лет своей жизни в «Вечном городе». Ещё в раннем возрасте у него проявились склонности к рисованию.

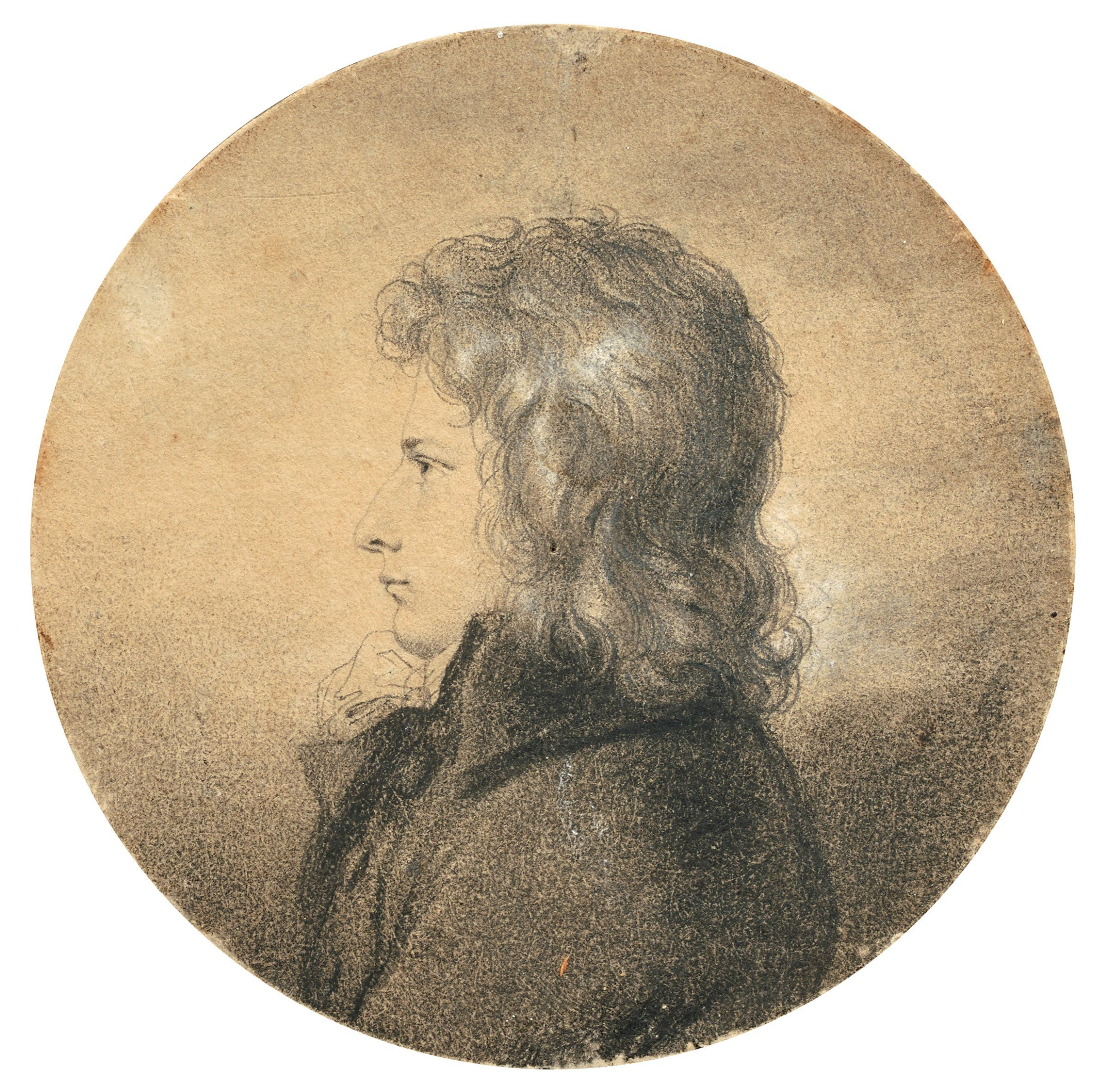
А.-Л. Жироде-Триозон. Портрет Ф. Жерара. 1789. Бумага, итальянский карандаш, белила. Частное собрание

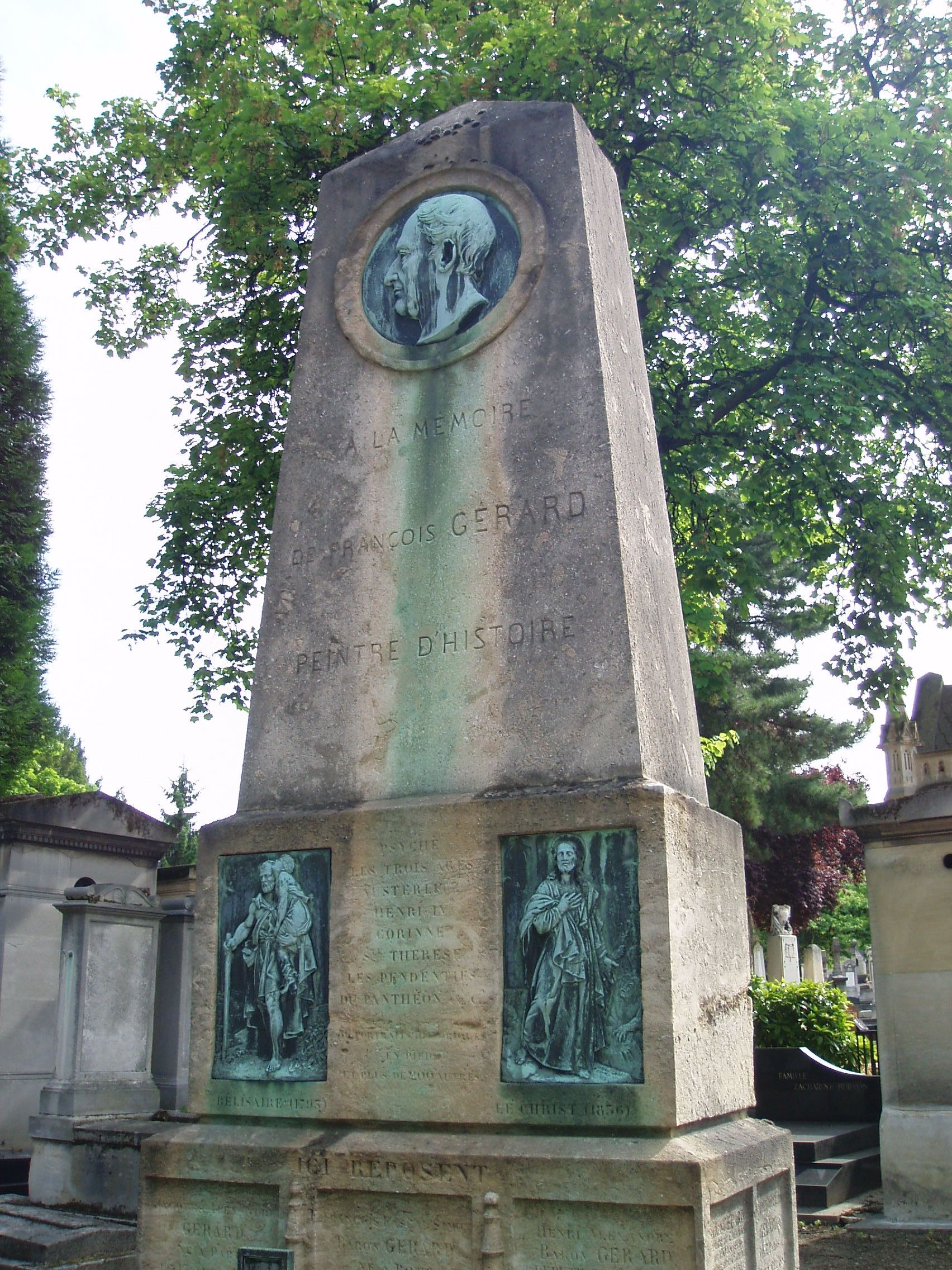
Надгробие Ф. Жерара. Кладбище Монпарнас, Париж

В 1782 году его отец вернулся в Париж с женой и тремя сыновьями и поступил на службу к Луи Огюсту Ле Тоннелье де Бретейлю, министру королевского двора, который принял юного Франсуа в королевский пансион. Два года спустя он стал учеником скульптора Огюстена Пажу, но показав способность не столько к этому искусству, сколько к живописи, перешёл в помощники в мастерскую Жака Луи Давида, где его товарищами были Анн-Луи Жироде, Антуан-Жан Гро и Франсуа-Ксавье Фабр. В 1789 году Жерар выиграл вторую Римскую премию после Анны-Луи Жироде. В следующем году он снова принял участие в конкурсе, но смерть отца вынудила его отказаться от соревнований.
В годы революции многие художники оказались без заказов. Это коснулось и Жерара. В 1793 году он потерял мать, и ему пришлось обеспечивать нужды двух своих братьев и молодой тёти Маргариты Маттеи, которую он привез в Париже из Италии. Во избежание распада семьи он женился на ней в 1794 году. Благодаря покровительству Давида Жерар получил жильё и мастерскую в Лувре, а также заказ на серию иллюстраций (Лафонтен, Вергилий) для издателя Семья Дидо Дидо. Чтобы избежать воинской повинности по рекомендации Давида художник был назначен членом революционного трибунала Франции. Впоследствии он с лёгкостью менял политических покровителей, которые были в восторге от его общительности и обходительности.
В конце революции к Жерару пришёл успех. В парижском Салоне 1795 года Жерар выставил картину «Велизарий», продемонстрировав преемственность от Давида. Благодаря портрету миниатюриста Ж. Б. Изабе (1795), а также картинам «Первый поцелуй Амура и Психея» в Салоне 1798 года Жерар добился желанной славы. С тех пор многочисленные портреты представителей высшего общества, которые он создавал, принесли ему устоявшуюся репутацию. Примерно с 1800 года художник начал собирать вокруг себя литературный салон, который посещали его друзья, покровители и потенциальные заказчики картин.
Жерар был замечен Наполеоном Бонапартом и по его заказу написал романтическую картину «Оссиан, вызывающий призраков» для украшения замка Мальмезон (1801), вызвавшую шумный успех. Художник воспользовался покровительством семьи Бонапартов и стал «первым живописцем» Жозефины де Богарне, а затем в 1803 году был награждён орденом Почетного легиона.
В 1802 году, «как бы соревнуясь с самим Давидом» и его картиной, Жерар написал знаменитый портрет мадам Рекамье в тунике «à la antique» (1802), чем способствовал распространению стиля ампир и стиля «рекамье» в декоративно-прикладном искусстве. Слово «рекамье» со временем стало символом, олицетворявшим хороший вкус, образованность и «новый парижский стиль».
В 1808 году в парижском Салоне было выставлено восемь, а в 1810 году не менее четырнадцати портретов работы Жерара, и эти цифры дают лишь ограниченное представление об огромном количестве портретов, которые он создавал ежегодно. Все ведущие деятели Первой Империи и Реставрации Бурбонов, а также все самые знаменитые мужчины и женщины Европы позировали Жерару. Эта необычайная мода была отчасти обусловлена очарованием его манер и разговора, поскольку его личный салон был столь же посещаем, как и другие. Мадам де Сталь, Джордж Каннинг, Талейран и герцог Веллингтон — все они свидетельствовали о привлекательности его общества.
Избалованный почестями — барон Империи в 1809 году, член Института Франции с 7 марта 1812 года, офицер Почётного легиона, первый художник короля, в 1825 году он написал несколько работ в честь коронации Карла X. Революция 1830 года подорвала его психическое состояние, и 11 января 1837 года, после трёх дней лихорадки, Франсуа Жерар скончался в возрасте 66 лет. Его захоронение находится на кладбище Монпарнас в Париже.

## Оценки творчества
Жерар более всего запомнился своими портретами. Со временем краски его картин немного пострадали, но его рисунки показывают чистоту линии, простоту и ясность формы. Начиная с луврского портрета Жозефины Богарне (1799) Жерар создал обширную галерею деятелей эпохи Первой империи и Реставрации. Он прославлял военные подвиги Наполеона, писал масштабные картины в батальном жанре. В правление Карла X украсил академическими композициями плафон парижского Пантеона.
Его портреты элегантнее портретов работы Давида, многие представляют собой идеал салонной грации начала XIX века. Они эффектны по «гладкой» манере письма, безукоризненны по технике. Поэт и жёсткий критик изобразительного искусства Шарль Бодлер сказал про художника, что он «стремился нравиться всем и этот светский эклектизм погубил его».
У Жерара было сравнительно немного учеников, среди них — Генрих Кристоф Кольбе, Логгин Хорис.

## Галерея

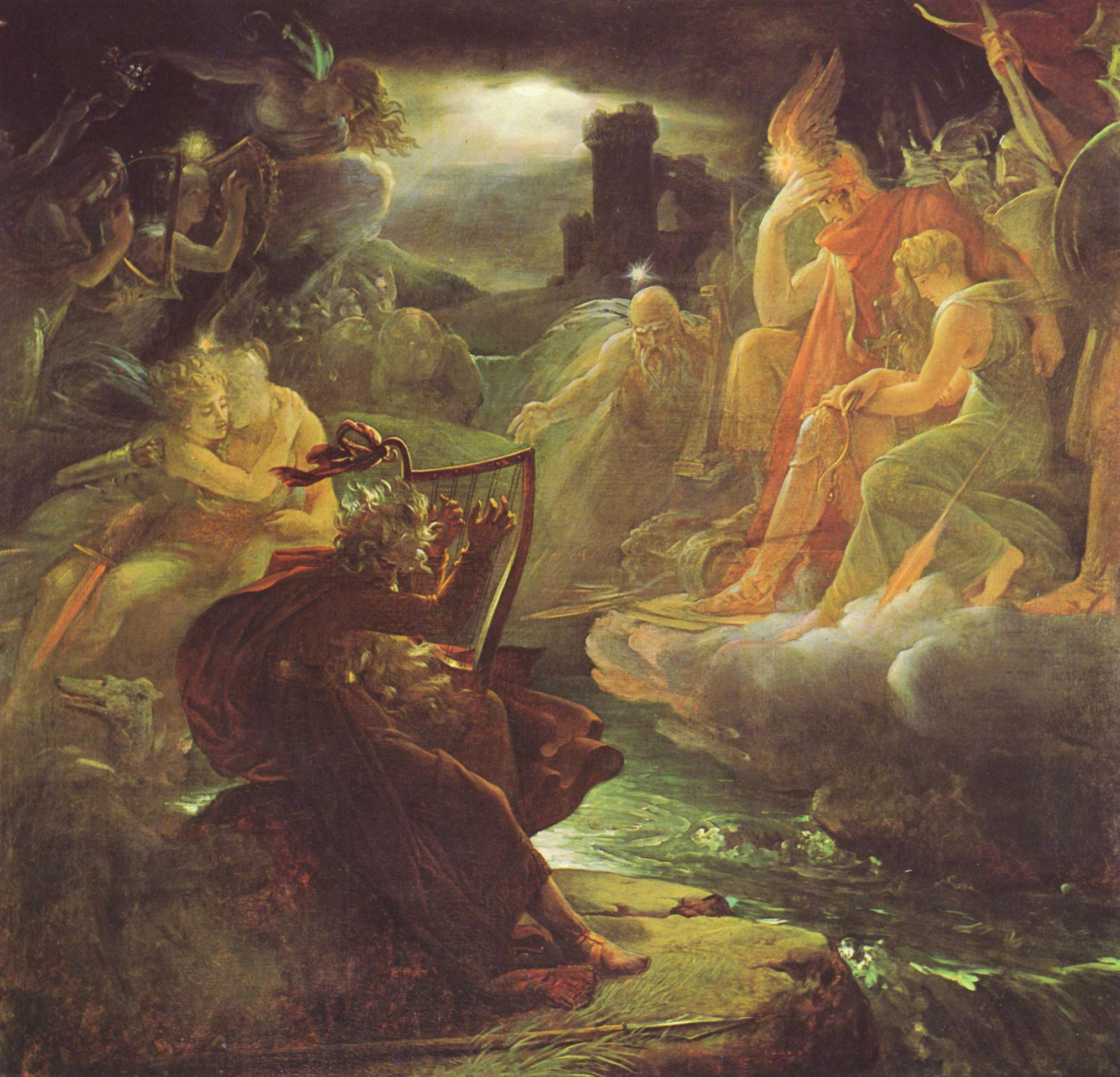
Оссиан, вызывающий призраков. 1801. Холст, масло. Мальмезон
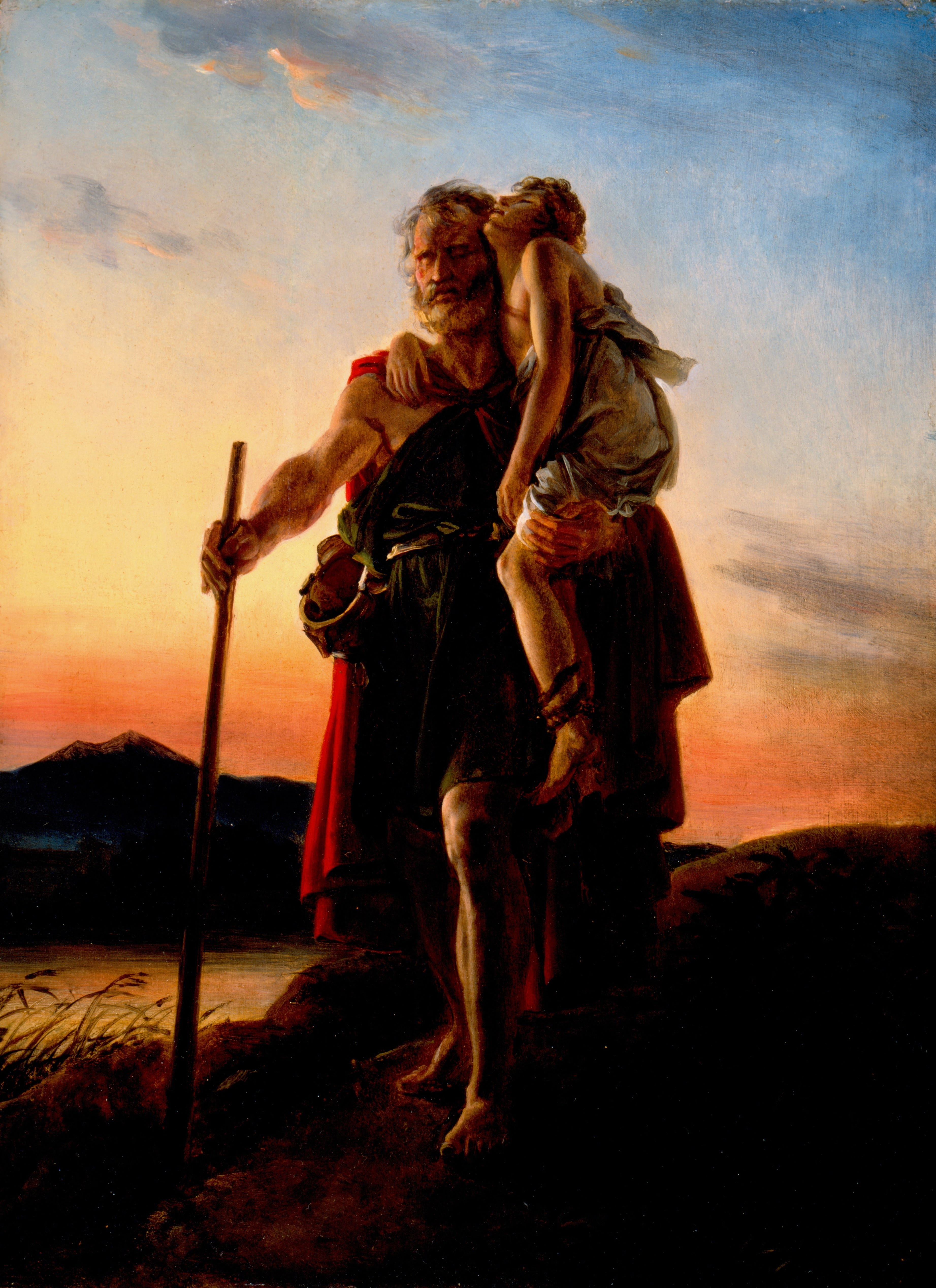
Велизарий. 1795. Дерево, масло. Музей искусств Хай, Атланта, США
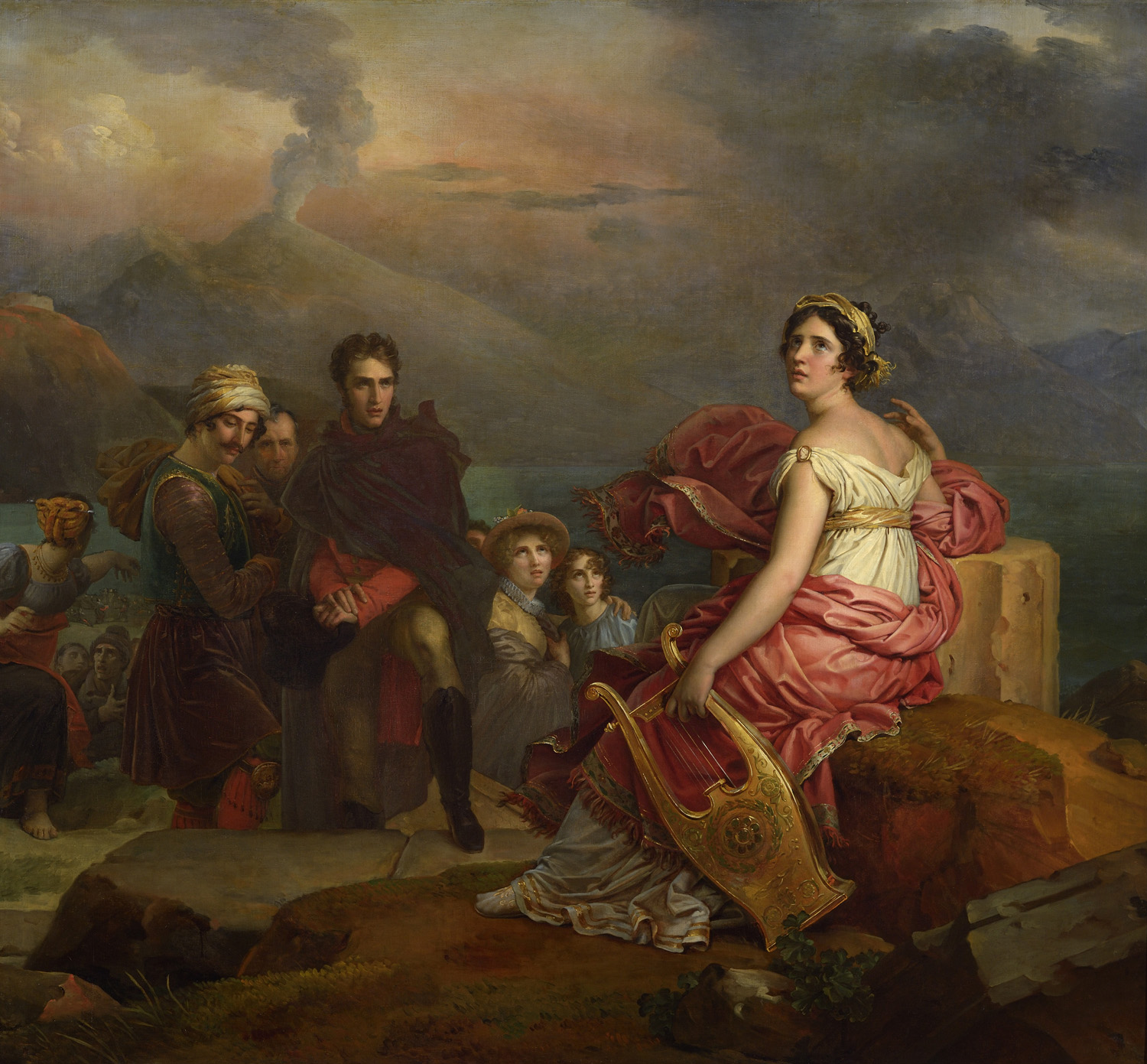
Коринна на мысе Мизено. Между 1819 и 1821. Холст, масло. Музей изобразительных искусств, Лион
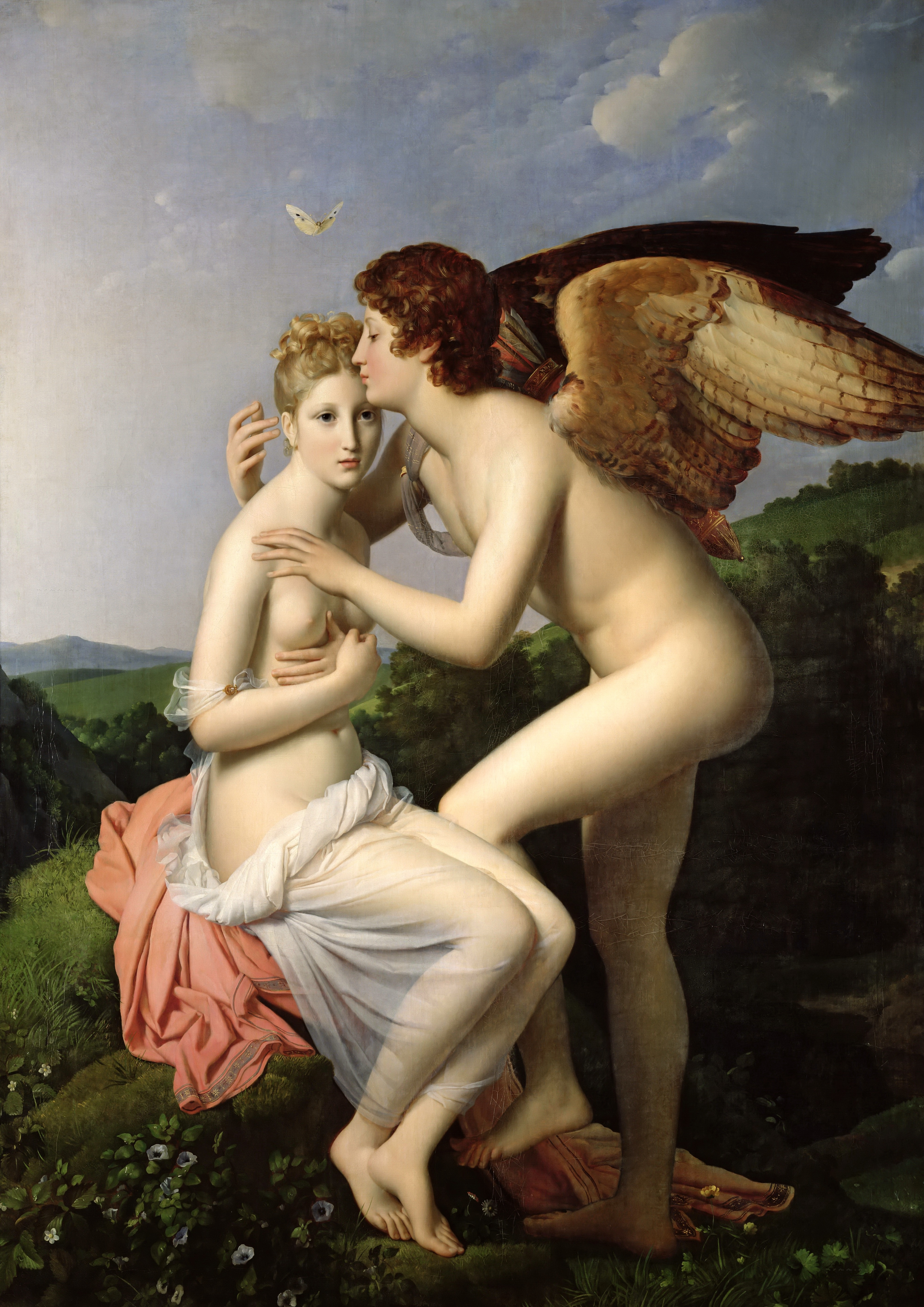
Первый поцелуй Амура и Психеи. 1798. Холст, масло. Лувр, Париж
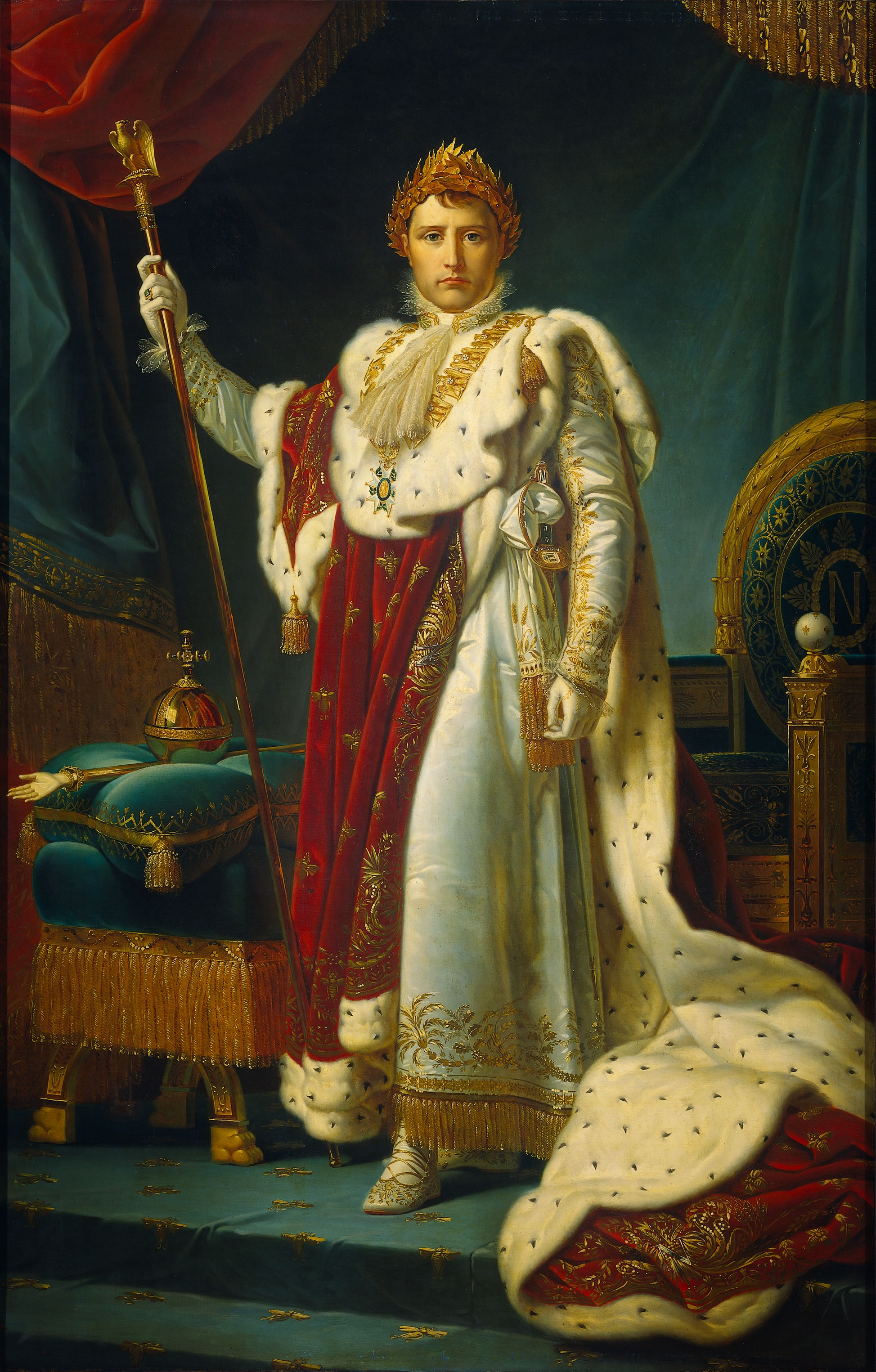
Наполеон в коронационных одеждах. Между 1805 и 1815. Холст, масло. Рейксмюсеум, Амстердам
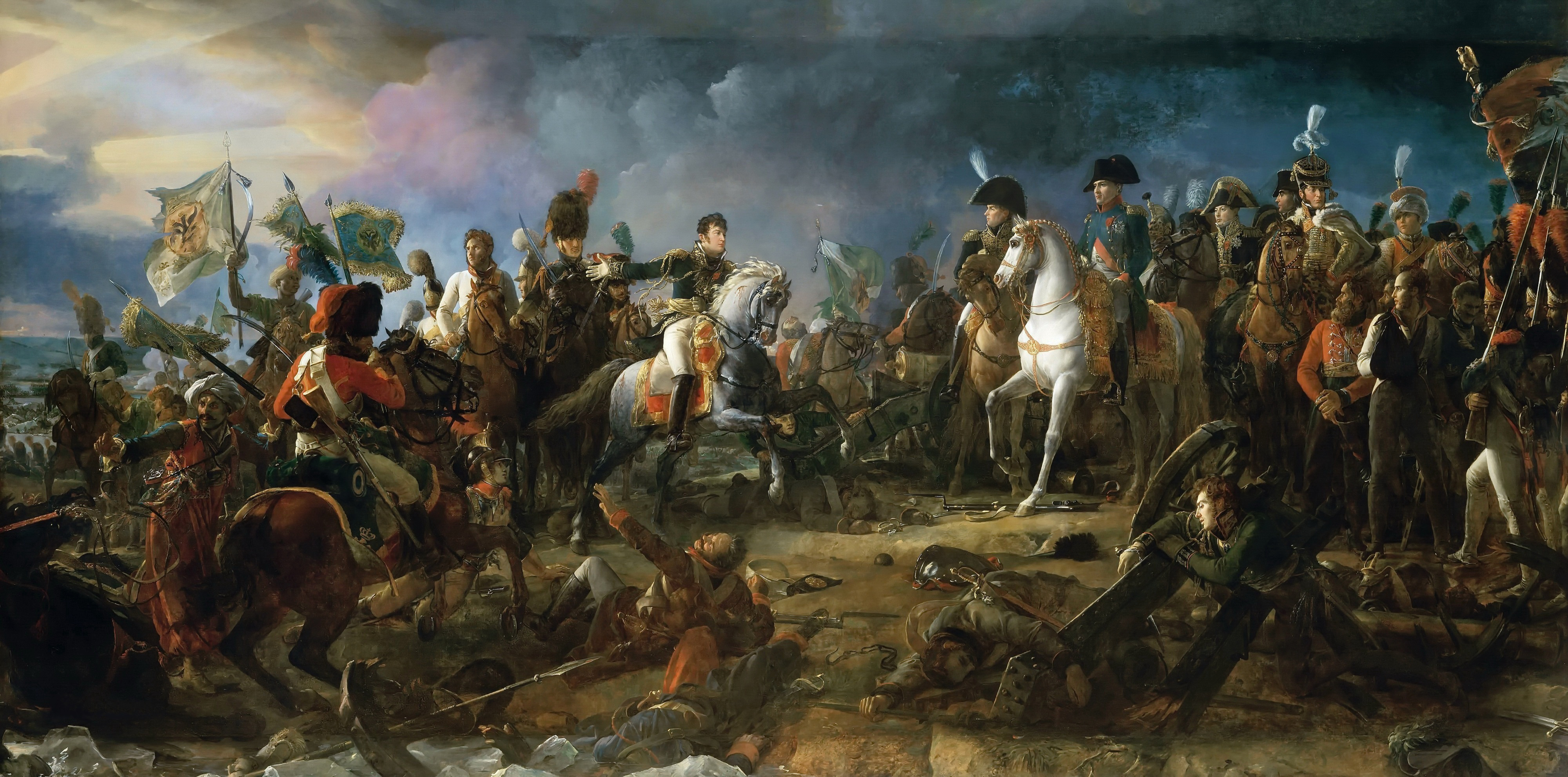
Битва под Аустерлицем 2 декабря 1805 года. 1810. Холст, масло. Версаль
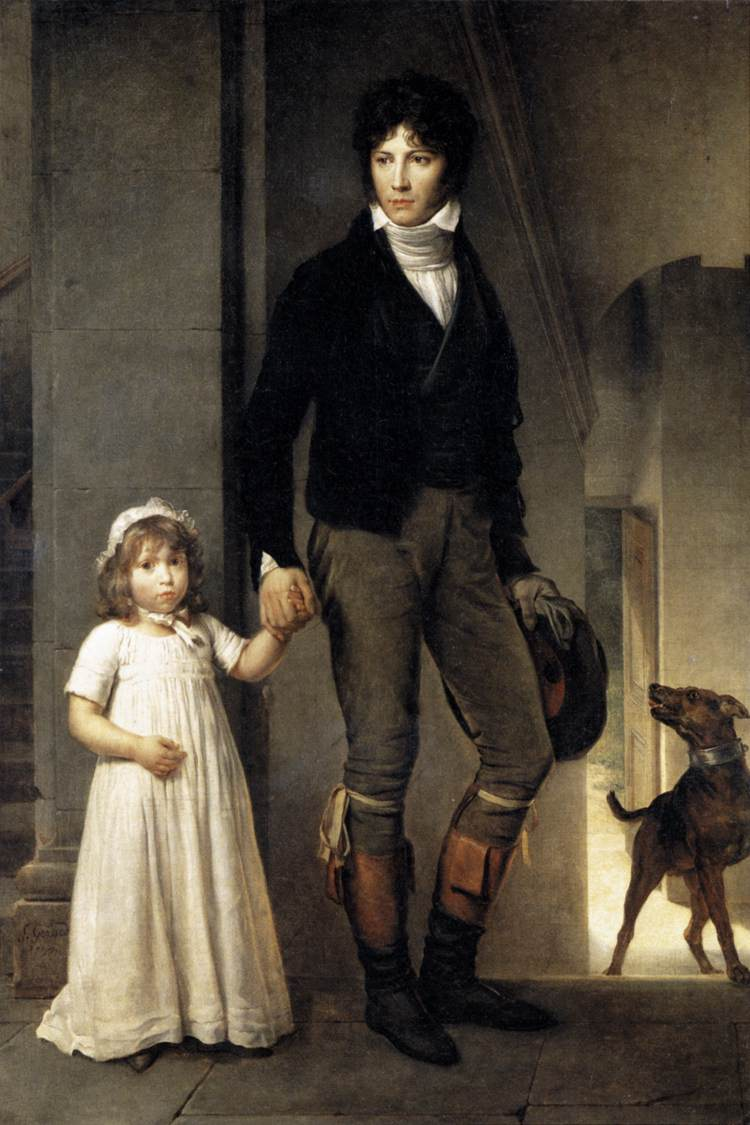
Портрет Ж. Б. Изабе с дочерью. 1795. Холст, масло. Лувр, Париж
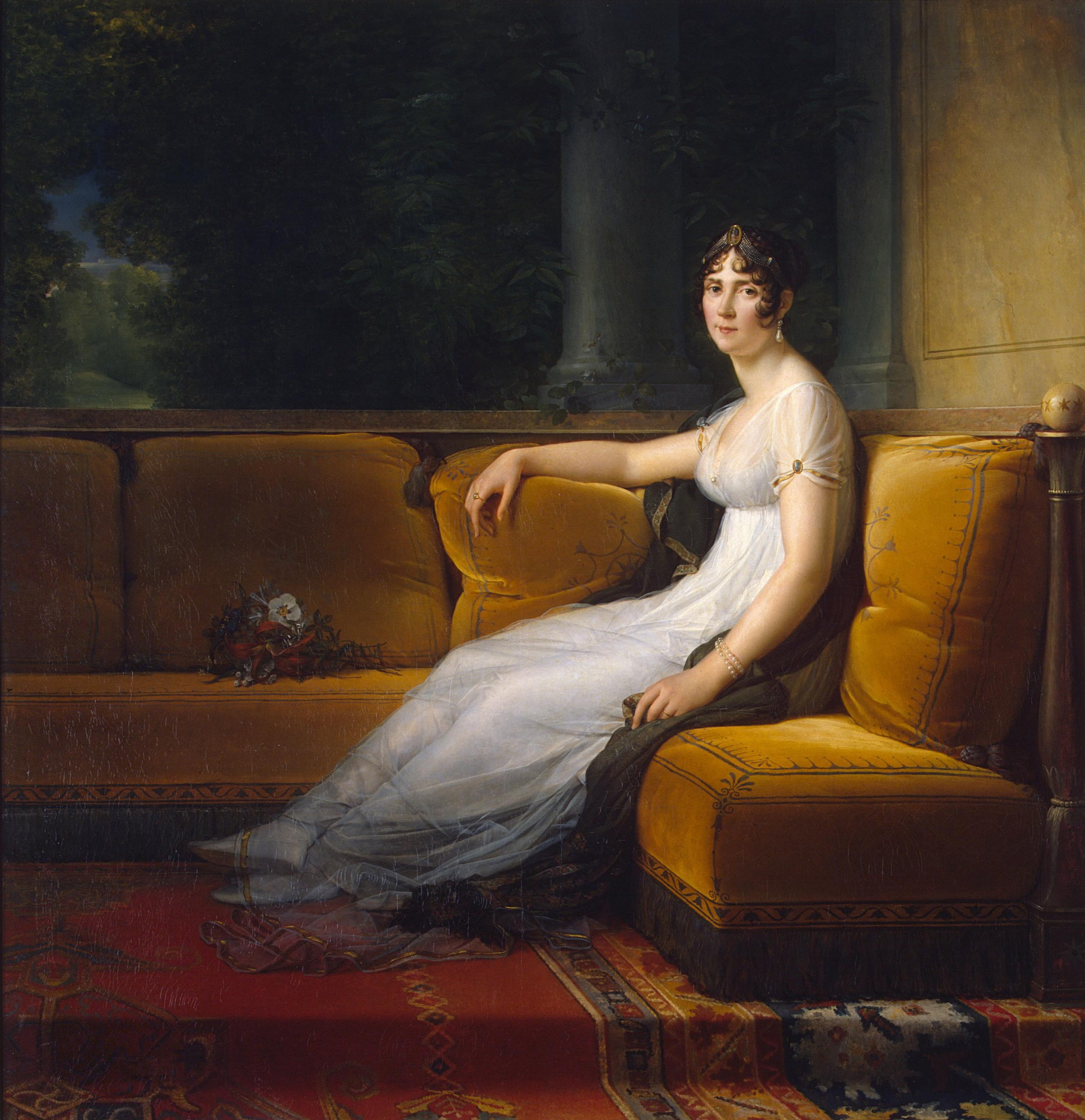
Портрет Жозефины Богарне в Мальмезоне. 1801. Холст, масло. Государственный Эрмитаж, Санкт-Петербург
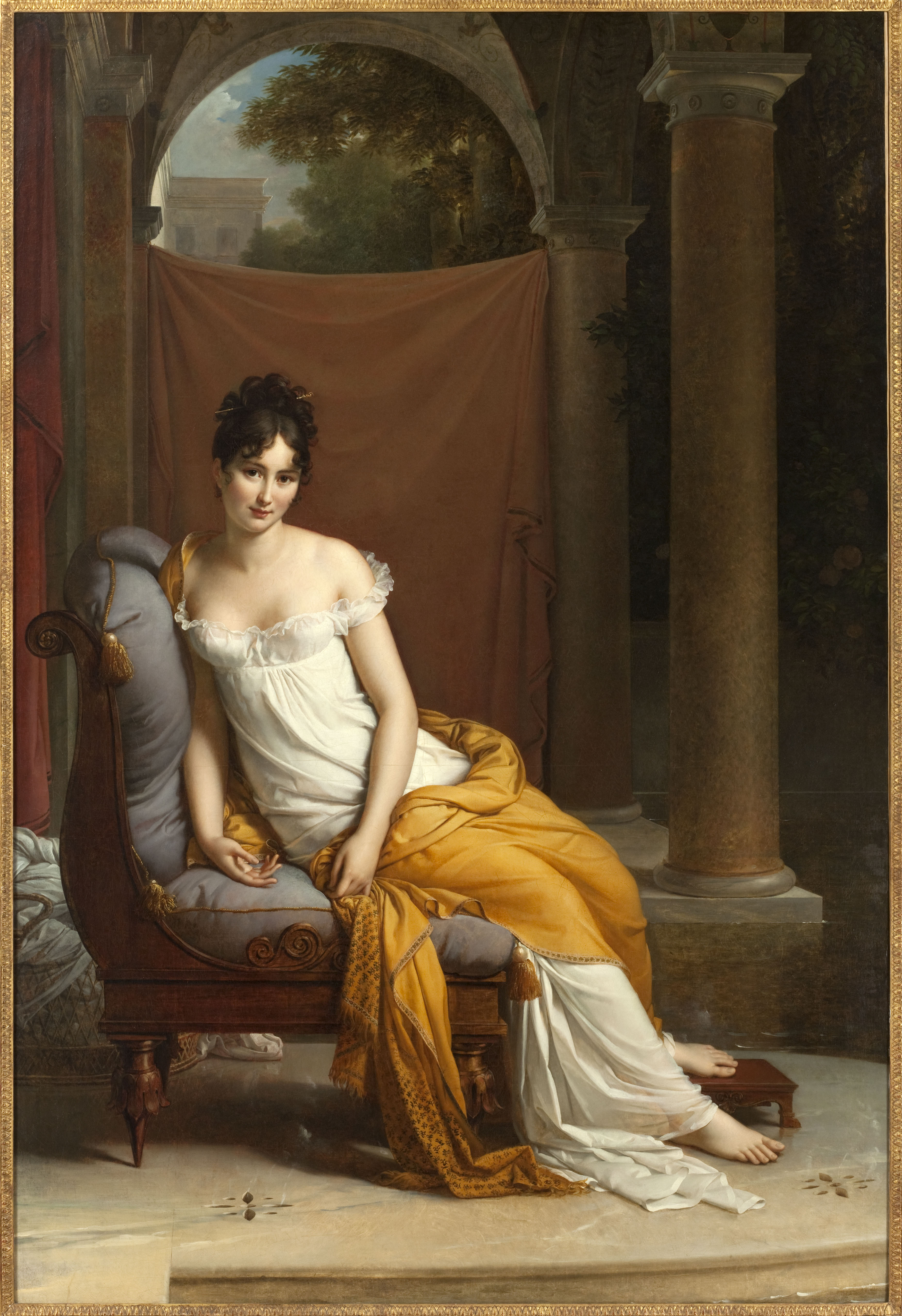
Портрет мадам Рекамье. 1802. Холст, масло. Музей Карнавале, Париж
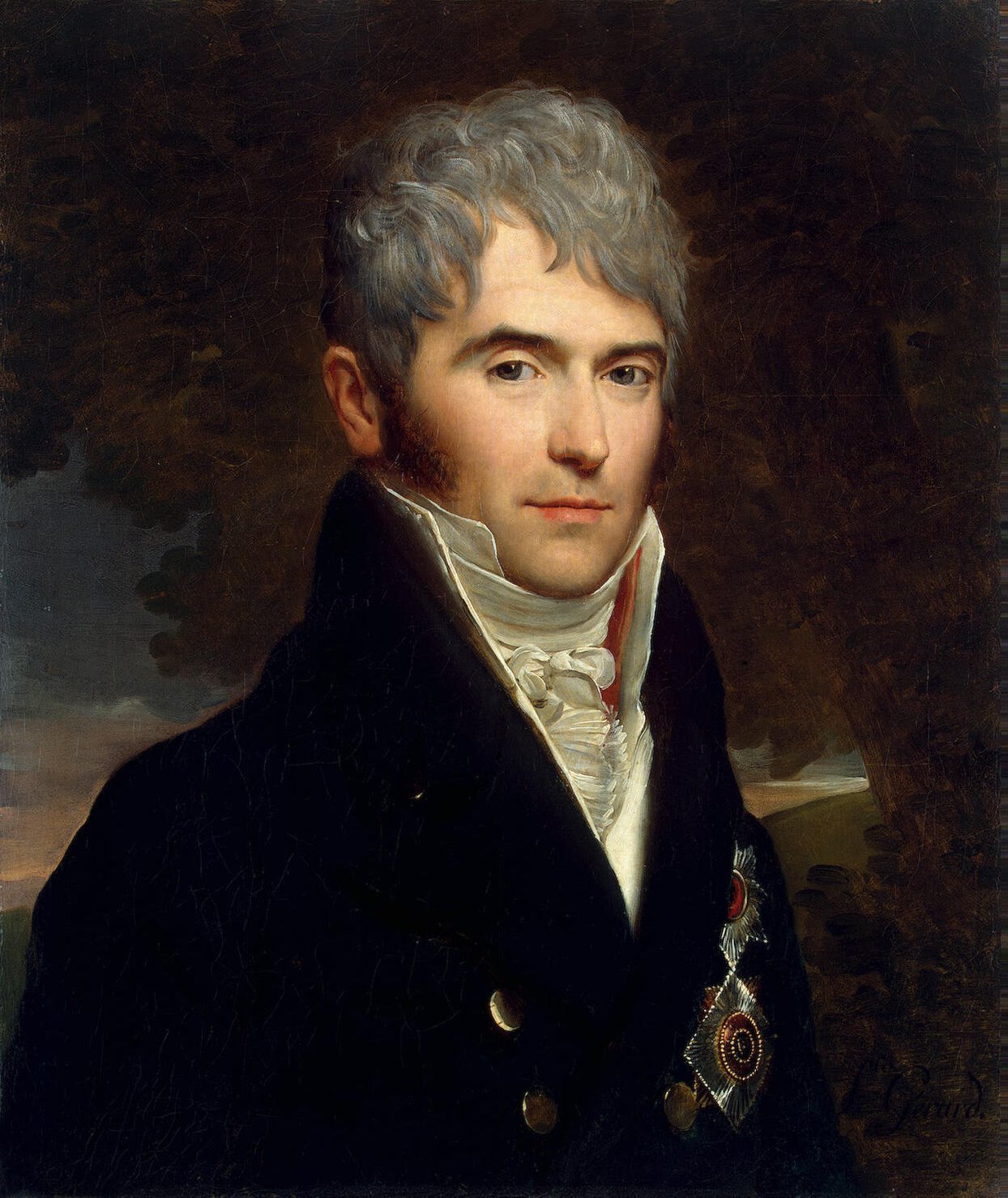
Портрет князя В. П. Кочубея. 1809. Холст, масло. Государственный Эрмитаж, Санкт-Петербург
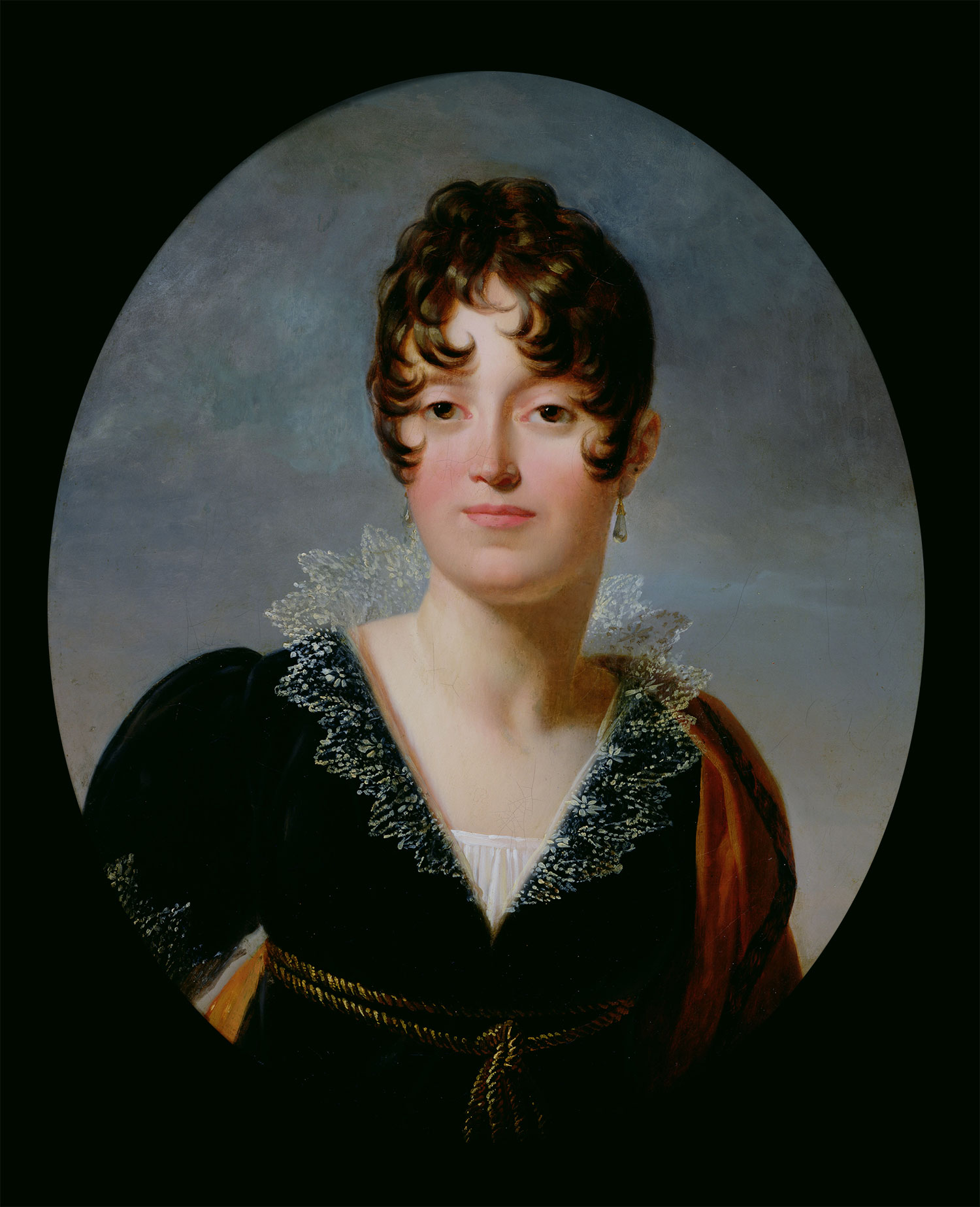
Портрет Дезире Клари, мадам Бернадот. 1810. Холст, масло. Музей Мармоттан-Моне, Париж